# Iwan Iwanowitsch Dmitrijew

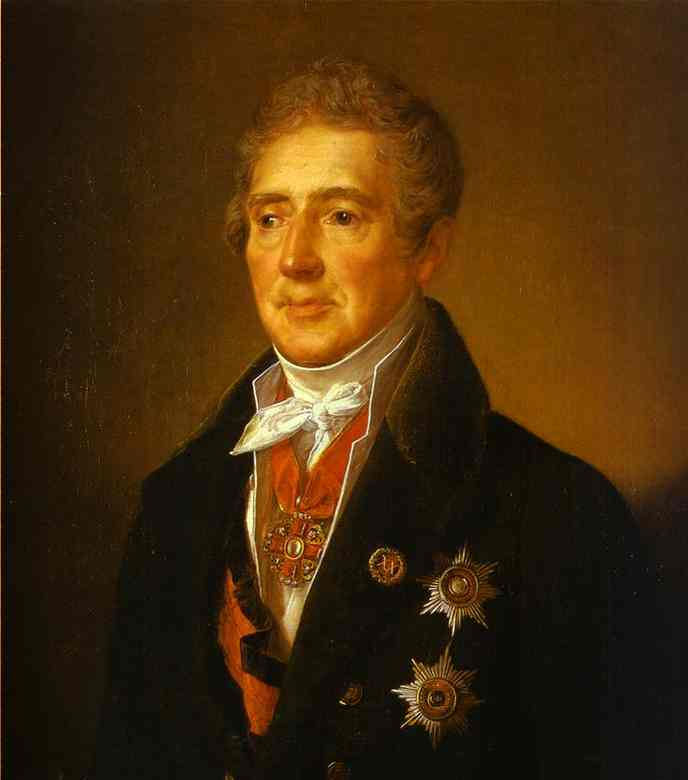
Iwan Iwanowitsch Dmitrijew,
porträtiert 1835 von Wassili Tropinin

Iwan Iwanowitsch Dmitrijew (russisch Иван Иванович Дмитриев, wiss. Transliteration Ivan Ivanovič Dmitriev; * 10. Septemberjul. / 21. September 1760greg. im Dorf Bogorodskoje, Gouvernement Kasan; † 3. Oktoberjul. / 15. Oktober 1837greg. in Moskau) war ein russischer Staatsmann und Poet des Sentimentalismus.

## Leben
Im Erbgut Bogorodskoje der Dmitrijews in der Nähe von Sysran im heutigen Gebiet Samara wurde Iwan geboren. Er wuchs dort, von Hauslehrern erzogen, auf.  Der Junge besuchte später Privatschulen in Kasan und Simbirsk.
Auf der Flucht vor Pugatschow verlor die Familie ihre Besitzung und verarmte in Moskau. Also wurde Iwan Soldat; trat 1772 in der Nähe von Moskau in das Semjonowskoje-Leibgarderegiment ein. Iwan Dmitrijew absolvierte die Offiziersschule des Regiments, diente sich vom Unteroffizier (1776), über den Sergeanten (1778) zum Hauptmann hoch und quittierte den Militärdienst als Oberst.
1797 zu Unrecht der Beteiligung an einem Attentat auf den Zaren bezichtigt, ging nach Aufklärung der falschen Anschuldigung seine Karriere bei Hofe steil bergauf. Iwan Dmitrijew wurde Geheimer Rat. 1806 machte ihn Alexander I. zum Senator. Ab 1810 saß er im Staatsrat, war von 1810 bis 1814 Justizminister, zog sich darauf ganz aus dem Staatsdienst zurück und trat in den letzten beiden Lebensjahrzehnten als Dichter hervor.
Populär wurde Iwan Dmitrijew als Übersetzer (Molière, Alexander Pope, Edmé Boursault, E. T. A. Hoffmann, Jean-Pierre Claris de Florian, Antoine-Vincent Arnault, Ponce-Denis Écouchard-Lebrun, Jean-Jacques Boisard (1744–1833) und Pierre-Jean de Béranger), Dichter, Fabeldichter und Verfasser russischer Märchen. Etliche seiner poetischen Werke liegen als Lieder vor. Der Kritiker Dmitrijew  schrieb zum Beispiel Über die russische Komödie. In einer Reihe mit Karamsin, Batjuschkow und Puschkin stehend, zählt er zu den großen russischen Dichtern seiner Zeit. 1826 kamen in Moskau seine Memoiren Взгляд на мою жизнь (Ein Blick auf mein Leben) heraus.
Seine letzte Ruhe fand Iwan Dmitrijew auf dem Friedhof des Donskoi-Klosters.
1866 erinnert sich Pjotr Wjasemski an den Dichter.

## Auszeichnung
- 1806 Russischer Orden der Heiligen Anna 1. Klasse
- Alexander-Newski-Orden verbunden mit einer Prämie von 50 000 Rubeln
- 1818 Orden des Heiligen Wladimir 1. Klasse